# راسيل هال
راسيل هال (بالإنجليزية: Russ Hall)‏ هو لاعب كرة قاعدة أمريكي، ولد في 29 سبتمبر 1871 في شيلبيفيل في الولايات المتحدة، وتوفي في 1 يوليو 1937 في لوس أنجلوس في الولايات المتحدة.

## وصلات خارجية
- راسيل هال على موقعبيزبول رفرنس.كوم (الدوري الرئيسي) (الإنجليزية)
- راسيل هال على موقعبيزبول رفرنس.كوم (الدوري الثانوي) (الإنجليزية)